# David Robertson (chef d'orchestre)
Pour les articles homonymes, voir David Robertson et Robertson.
David Robertson, né le 19 juillet 1958 à Santa Monica en Californie aux États-Unis, est un chef d'orchestre américain.

## Biographie
David Robertson naît à Santa Monica (Californie) le 19 juillet 1958.
Élevé aux États-Unis, il suit des cours de cor, de composition et de direction d'orchestre et étudie à la Royal Academy of Music de Londres à partir de 1976 avant de se perfectionner avec Kirill Kondrachine, Edward Downes, Michel Tabachnik et Rafael Kubelik.
En 1980, il remporte le 2e prix au Concours international Nikolaï Malko de Copenhague.
David Robertson commence sa carrière comme chef assistant au Deutsche Oper am Rhein, à Düsseldorf, en 1981. Il est ensuite assistant de Janos Fürst à l'Académie royale de Dublin entre 1983 et 1986.
Après une période durant laquelle il travaille au Moyen-Orient pour l'agence fédérale américaine d'information, il est associé en 1985 à la direction de l'Orchestre symphonique de Jérusalem, jusqu'en 1987. Comme chef invité, il se distingue dans le domaine de la musique contemporaine et à l'opéra.
En 1992, il devient directeur musical de l'Ensemble intercontemporain à Paris, avec lequel il crée et donne quelques créations mondiales comme celle de City Life (1995) de Steve Reich. Il dirige également au Festival d'Édimbourg et au Festival de Pesaro. À l'opéra, il fait ses débuts lors de la saison 1995-1996 à l'Opéra de San Francisco ainsi qu'au Met de New York, avec L'Affaire Makropoulos, en 1996.
David Robertson prend ensuite la direction musicale et artistique de l'Orchestre national de Lyon en 2000, jusqu'en 2004.
Après diverses collaborations avec l'Orchestre symphonique de Saint Louis de 1999 à 2005, il en prend réellement la direction à la fin de cette même année. Il occupe le poste jusqu'en 2018, avant que Stéphane Denève prenne sa succession.
À partir de 2014, David Robertson est également directeur musical et chef permanent de l'Orchestre symphonique de Sydney, jusqu'en décembre 2019.
Il est marié à la pianiste Orli Shaham (en).
Depuis 2018, il est professeur à la Juilliard School.

## Créations
Comme chef d'orchestre, David Robertson a créé des œuvres de Luciano Berio (Outis, 1996), Pierre Boulez (Sur incises, 1998), Marc-André Dalbavie (Mobiles, 2001), Edison Denisov (Sur la nappe d'un étang glacé, 1992), Ahmed Essyad (Tifounacine, 1992), Ivan Fedele (Les 33 Noms, 2009), Philippe Fénelon (Midtown, 1994), Gérard Grisey (Le Temps et l'Écume, 1989), Philippe Hersant (Le Château des Carpathes, opéra, 1992), Michael Jarrell (Cassandre, 1994), Magnus Lindberg (Era, 2013), Philippe Manoury (Aleph ; préludes de La Nuit du sortilège, 1993 ; 60e parallèle, opéra, 1997), Emmanuel Nunes (Lichtung II, 1996), Luis de Pablo (Vértigo, 2012), Augusta Read Thomas (Tangle, 2003), Michèle Reverdy (Concerto pour orchestre, 1994), Steve Reich (City Life, 1995), Christopher Rouse (Symphonie no 3, 2011), Poul Ruders (Listening Earth, 2002), Rebecca Saunders (Stratum, 2010), Mark-Anthony Turnage (Hammered Out, 2010), notamment.

## Décoration
- Chevalier de l'ordre des Arts et des Lettres (2011)